# Verband der chinesischen Studenten und Wissenschaftler in Deutschland
Der Verband der Chinesischen Studenten und Wissenschaftler in der Bundesrepublik Deutschland e.V. (VCSW, 联邦德国中国学生学者联合会 = 全德学联) ist eine bundesweite politische Organisation, die sich für die Demokratisierung und Menschenrechte Chinas einsetzt.
Der Verband wurde im Juni 1989 gegründet und hat seinen Sitz in Königswinter.
Der Verband VCSW ist eine Dachorganisation und vertritt die kulturellen, sozialen und ökonomischen Belange und Interessen der in Deutschland lebenden chinesischen Studenten und Wissenschaftler. Der VCSW hat Mitglieder in ganz Deutschland und fördert die Kommunikation und Kooperation zwischen den Vereinsmitgliedern, die Zusammenarbeit zwischen Wissenschaftlern und Unternehmen und den Informations- und Erfahrungsaustausch zwischen China und Deutschland.
Der Verband VCSW gab unter wechselnden Namen (Zhen yan (1989–1994), Liu de xue ren bao - Zhen yan (laut Impressum auch: Meinung & Wahrheit) (1995–1999)) von 1989 bis 1999 eine Zeitschrift heraus, die dann durch die Chinesische Allgemeine Zeitung unter anderer Herausgeberschaft fortgesetzt und 2019 eingestellt wurde.